# Anna Wójtowicz
Anna Pawluśkiewicz z d. Wójtowicz (ur. 23 lutego 1948, zm. 17 marca 2021 w Krakowie) – polska skrzypaczka i wiolonczelistka, członkini zespołu Anawa.

## Życiorys
Do składu Anawy trafiła za przyczyną Marka Grechuty, który miał ją dostrzec w jednej z krakowskich szkół muzycznych. Z zespołem występowała cztery lata. Była pierwowzorem bohaterki utworu Prześliczna wiolonczelistka (1969), wykonywanego przez grupę Skaldowie do słów Wojciecha Młynarskiego (w teledysku do piosenki postać tę zagrała Ewa Szykulska). Brała udział w nagraniu płyt zespołu: Marek Grechuta & Anawa (1970), Korowód (1971) i Anawa (1973).

W latach 70. XX wieku Anna Wójtowicz zrezygnowała z kariery artystycznej i wycofała się z życia muzycznego. W latach późniejszych pojawiała się jednak na scenie w spektaklach Teatru STU oraz współpracowała z kompozytorem Januszem Stokłosą. Wyszła za Michała Pawluśkiewicza (brata Jana Kantego Pawluśkiewicza), z którym miała dwójkę dzieci, m.in. Joannę Pawluśkiewicz – scenarzystkę i pisarkę (ur. 1975).
Pochowana na cmentarzu Batowickim w Krakowie (kw. CCCXXIV-6-18).

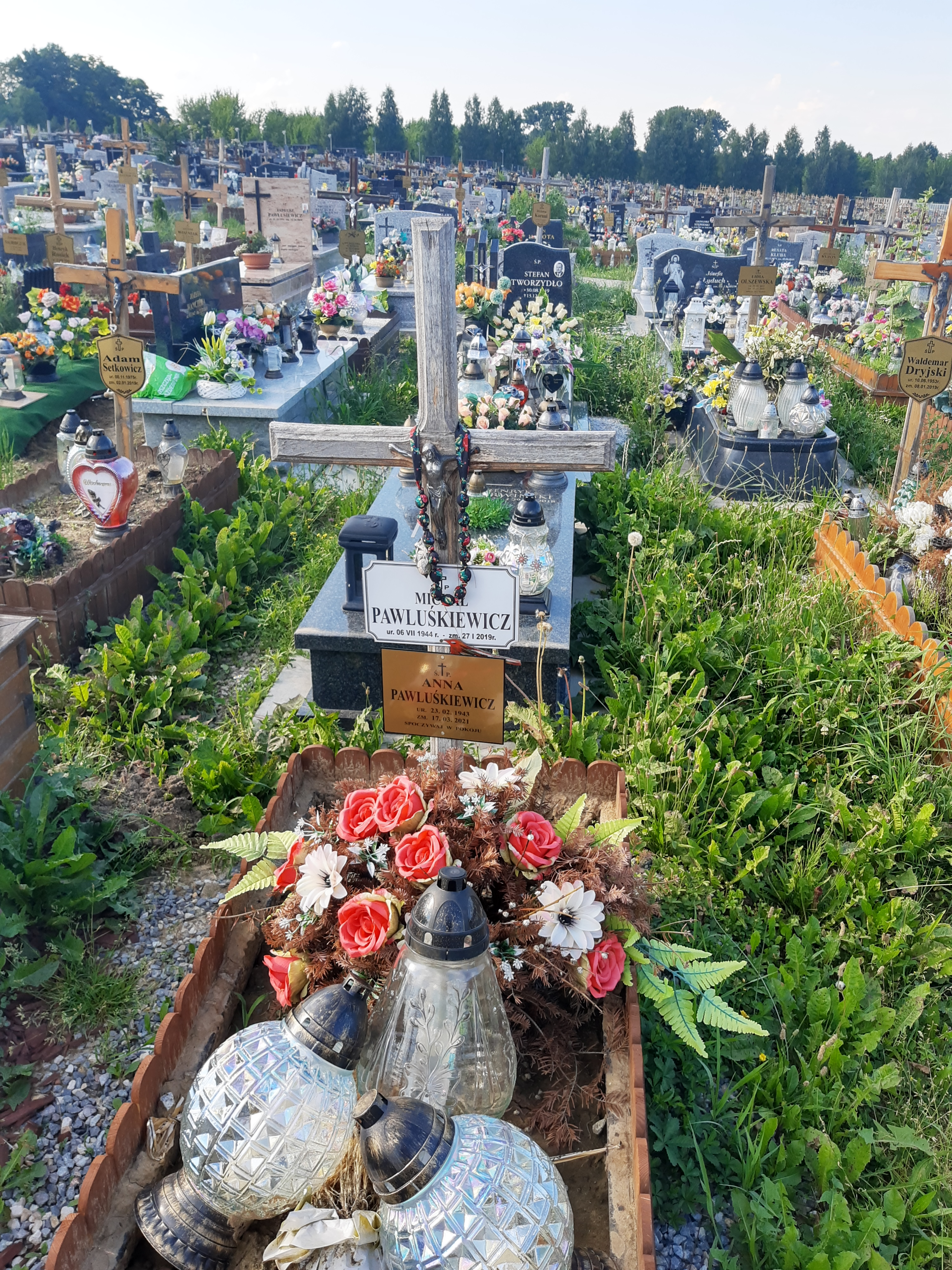
grób Anny Pawluśkiewicz (Wójtowicz) na Cmentarzu Prądnik Czerwony